# Un nen gran
Un nen gran o Un xiquet gran (títol original en anglès: About a Boy) és una comèdia dirigida el 2002 per Chris Weitz i Paul Weitz i basada en la novel·la homònima de l'escriptor britànic Nick Hornby, del 1998. Ha estat doblada al català central i al valencià.

## Argument
Seductor a la trentena, en Will (Hugh Grant) és un seductor ociós i feliç de ser-ho. Adepte a les aventures sense final, coneix un nou mitjà de multiplicar les seves conquestes: freqüentar les reunions de mares solteres inventant-se un fill imaginari. Però allò el porta a conèixer Marcus (Nicholas Hoult), un nen una mica especial de 12 anys, que revolucionarà la seva vida fàcil de solter malacostumat.

## Repartiment
- Hugh Grant: Will Freeman
- Nicholas Hoult: Marcus Brewer
- Toni Collette: Fiona Brewer
- Rachel Weisz: Rachel
- Sharon Small: Christine
- Nicholas Hutchinson: John
- Nat Gastiain Tena: Ellie

## Nominacions[calcitació]
- 2003. Oscar al millor guió adaptat per Peter Hedges, Chris Weitz, Paul Weitz
- 2003. Globus d'Or a la millor pel·lícula musical o còmica
- 2003. Globus d'Or al millor actor musical o còmic per Hugh Grant
- 2003. BAFTA a la millor actriu secundària per Toni Collette
- 2003. BAFTA al millor guió original per Peter Hedges, Chris Weitz, Paul Weitz